# Gibbon River
Gibbon River er en flod i staten Wyoming, USA. Floden har hele sit løb inden for grænserne af Yellowstone National Park.

## Navn
Floden fik sit navn i forbindelse med en geologisk undersøgelse af området i 1872. Floden er opkaldt efter General John Gibbon, som var den første, der udforskede den.

## Geografi
Gibbon River udspringer fra Grebe Lake midt i nationalparken. Den løber en kort distance mod vest til Wolf Lake. Nedenfor Wolf Lake strømmer den gennem vandfaldene Virginia Falls, og fortsætter gennem Norris dalen.
Floden strømmer tæt forbi Norris Geyser Basin og gennem Gibbon Geyser Basin, et af parkens mindre gejserområder. Herfra løber den gennem Gibbon River Canyon og ved Madison Junction mødes den med Firehole River og danner Madison River.
Mellem Norris og Madison Junction løber parallelt med Grand Loop Road og på denne strækning findes endnu et vandfald, Gibbon Falls.